# باشگاه فوتبال پرسیجا جاکارتا
باشگاه فوتبال پرسیجا جاکارتا (انگلیسی: Persija Jakarta) یک باشگاه فوتبال از اندونزی است که در شهر جاکارتا قرار دارد. 